# Pakhuis Bremen (Groningen)

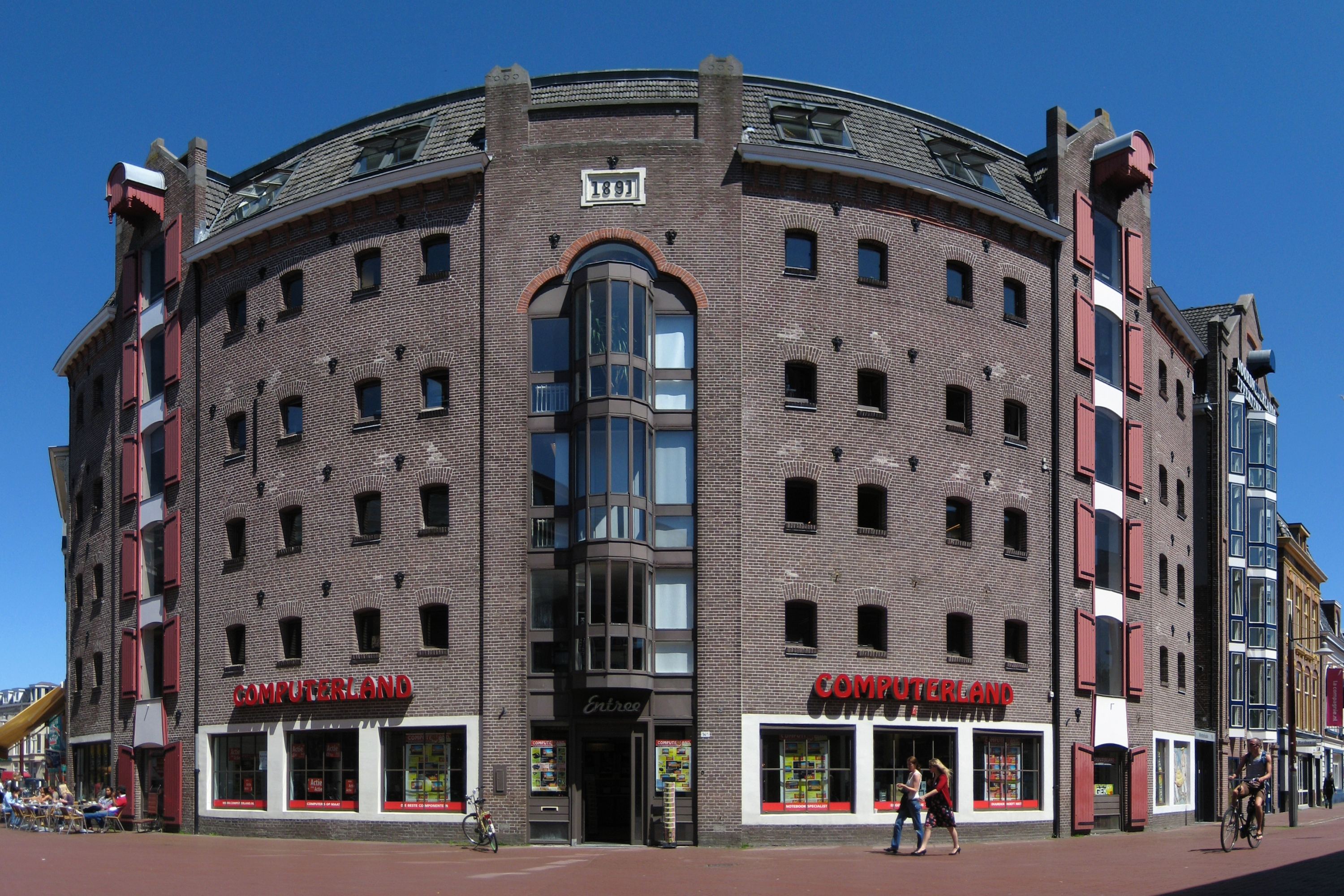
Pakhuis Bremen in 2010

Pakhuis Bremen, ook wel Bremen-De Lauwers genoemd, is een voormalig dubbel pakhuis in ambachtelijk-traditionele stijl in Groningen. Het pand is een gemeentelijk monument.

## Beschrijving
Het pand, dat aan de voormalige Westerhaven in de bocht van de Westerkade staat, werd in 1891 gebouwd als graanpakhuis voor de firma Wijnne & Co. De architect van het pand is niet bekend. Na de Tweede Wereldoorlog diende het gebouw als kaaspakhuis van de N.V. De Lauwers. Sinds een verbouwing in 1982 zijn in het pand kantoren gevestigd. De begane grond is in gebruik als winkelruimte.

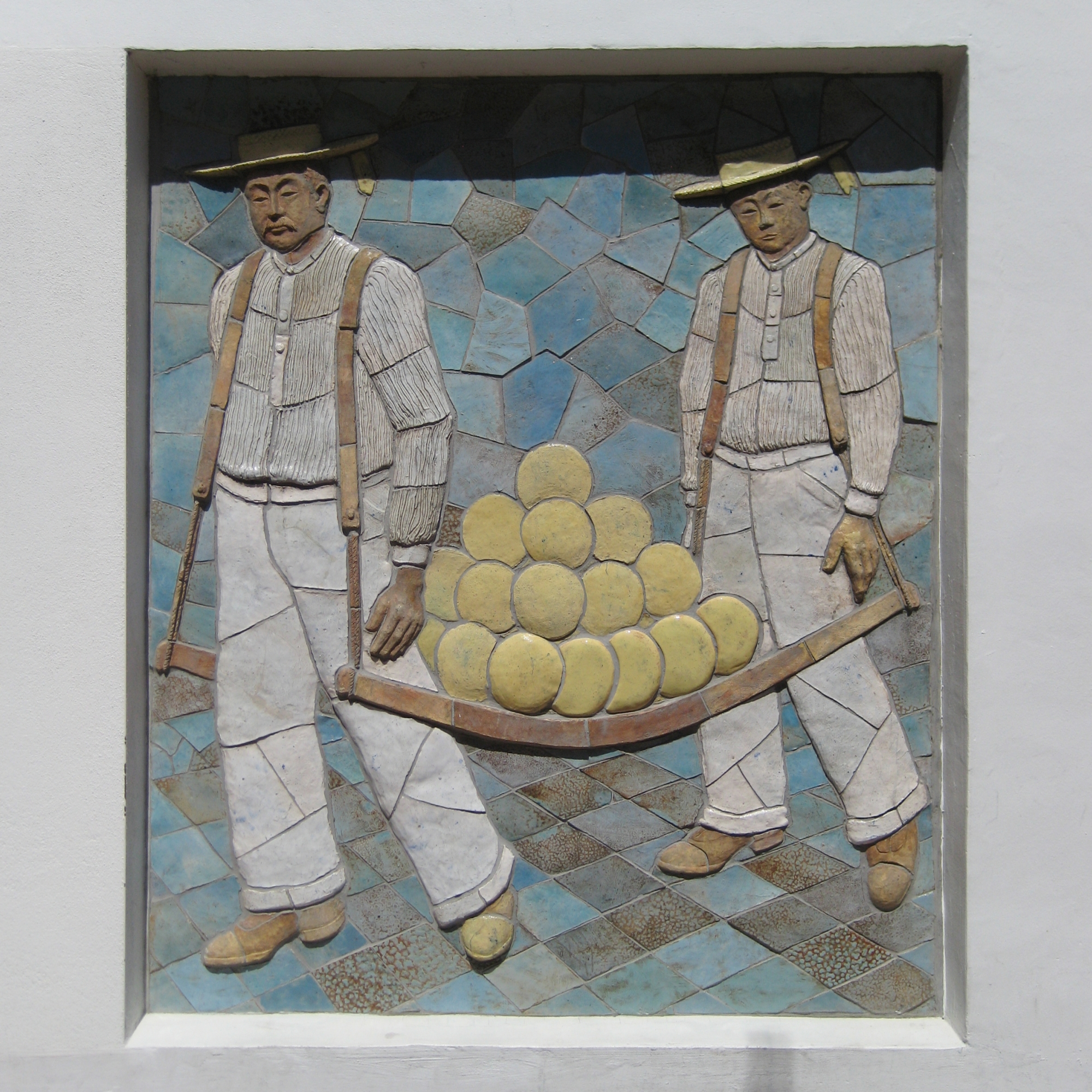
Het reliëf De Alkmaarse Kaasdragers, dat in de gevel van het pakhuis is aangebracht. Het werd gemaakt door de kunstenaar Anno Smith.

Het uit grijsbruine baksteen opgetrokken pakhuis, dat een vloeroppervlak van 1800 m² heeft, telt vijf bouwlagen onder een met Friese golfpannen belegd afgeknot schilddak. Het gebouw heeft een kwartronde en symmetrisch opgezette voorgevel, die door een centrale en recht beëindigde ingangsrisaliet in tweeën wordt gedeeld. Hierin is een eenvoudige cartouche geplaatst, waarin het bouwjaar van het pand is vermeld. Ter weerszijden van de ingangspartij bevinden zich geveldelen van vier traveeën breed, daarnaast risalerende delen tegen topgevels met hijsluiken en trijshuisjes en aan de uiteinden geveldelen die twee traveeën breed zijn. In de geveldelen zijn sierankers en onder de goten sobere tandfriezen in rode baksteen aangebracht. De risalieten zijn versierd met hardstenen afdekstukken, die zijn voorzien van decoraties in laagreliëf. De begane grond van het pakhuis heeft grote vensters, die zijn gevat in omlijstingen van kunststeen en nog de oorspronkelijke roedeindeling hebben. Bij de verbouwing van 1982 zijn in de risaliserende delen moderne lichtpuien geplaatst. Ook werden in het voordakschild liggende negenruitsvensters aangebracht.
In de rechterzijde van de voorgevel bevindt zich het reliëf De Alkmaarse kaasdragers, dat kort na de oorlog werd vervaardigd door de kunstenaar Anno Smith (1915-1990). In 2003 trilden de tegels van dit tableau los als gevolg van bouwwerkzaamheden aan de Westerhaven, waarna de eigenaar van het pakhuis besloot het werk te verwijderen en op te slaan. Het is in 2008 geheel gerestaureerd en teruggeplaatst.
Waardering
Het pakhuis is aangewezen als gemeentelijk monument "vanwege zijn betekenis in de geschiedenis van de 19de-eeuwse industriële bouwkunst en zijn architectuurhistorische waarde en gaafheid" en vanwege zijn "belang voor de sociaal-economische geschiedenis van Groningen, in het bijzonder van de 19de-eeuwse graanhandel".